# Business College Syd
Business College Syd er en uddannelsesinstitution, som rummer en bred vifte af ungdomsuddannelser (Det Blå Gymnasium, EUD og EUX Business), hovedforløb på Mommark Handelskostskole, videre- og efteruddannelse indenfor det businessfaglige område. 

## Historie

### Sønderborg Handelsskole
Allerede før 1. verdenskrig, hvor Sønderborg var en del af Preussen, blev der etableret handelsundervisning i byen. De oprindelige fag omfattede bl.a. handelskorrespondance, bogføring, handelsregning og handels- og vekselret.
Efter Genforeningen blev der den 23. november 1920 etableret undervisning af handelslærlinge i en dansk handelsskole, som havde til huse i Hertug Frederiksskolen. I 1945 flyttede undervisningen til Ahlmann-Skolen, og efter nogle få år i det tidligere teknikums lokaler i Voldgade flyttede handelsskolen til egne bygninger på Sdr. Landevej i midten af 1960'erne.
Bygningen på Sdr. Landevej blev taget i brug i 1966 og officielt indviet i 1968. 
I 1961 blev handelseksamen til en dagskoleuddannelse og i 1962 begyndte uddannelsen til højere handelseksamen, også som en dagskoleuddannelse. Fra 1973 blev handelseksamen i Sønderborg afløst af den erhvervsfaglige grunduddannelse, EFG, en uddannelse som efter flere revisioner i dag kaldes de merkantile uddannelser ved erhvervsskolerne.
Indtil 1984 havde handelsskolen bygningsfællesskab og delvis fælles administration med Handelshøjskolens afdeling i Sønderborg, som var blevet etableret i 1961. Også mange lærere underviste på begge institutioner. Fællesskabet ophørte helt i 1988, da Handelshøjskolen flyttede til Grundtvigs Alle.
Igennem årene har der været mange forskellige undervisningsaktiviteter på Sønderborg Handelsskole. Nogle uddannelser er fortsat på skolen i dag, andre har eksisteret i en årrække, men er så blevet nedlagt eller erstattet af andre.
I 1990 udbød skolen den 2 1/2-årige datamatikeruddannelse, en videregående uddannelse, der nu er en del af Syddansk Erhvervsakademi.
Sønderborg Handelsskole/Business College Syd har haft fem direktører siden 1961:
- Ottomar Loff 1961 – 1978
- Niels Borup 1978 – 1994
- Frede Kühl 1994 – 2005
- Jens Schultz 2005 – 2010
- Palle Mørkøre 2010- 2012
- Bente Espersen Jensen 2012 -

### Mommark Handelskostskole
Ideen til Mommark Handelskostskole udsprang i begyndelsen af 1960'erne af et behov for en skole, som kunne sikre den teoretiske uddannelse af handelselever, der var i gang med oplæring i engros og detailhandel.
Den daværende formand for provinshandelskammeret, chokoladegrosserer Henry J. Jakobsen, Århus, blev skolens første formand, og gik i gang med at finde en passende placering til skolen. Valget faldt på Mommark, hvor en tidligere færgegård og kro med hjælp fra fabrikant Mads Clausen og grosserer Traugott Møller blev omdannet til skole i 1964.
Skolen fik meget hurtigt etableret sig som skolen for hele landet, hvor man fik sin praktiske uddannelse suppleret med teoretisk viden om handel og varekundskab.
Denne del af uddannelsen har været den bærende del af skolens aktivitet siden. I en godt 10 årig periode indtil 1993 havde Mommark landets eneste internatuddannelse til HG. Eleverne kom hovedsageligt fra landets mindre øer og i den periode fik mere end 1.000 unge deres grunduddannelse på skolen.
Skolen besøges årligt af mellem 5.000-10.000 uddannelsessøgende. 
Skolen blev mellem 1970 og 1990 også stedet hvor undervisningsministeriet gennemførte kurser for nye undervisere på handelsskoler fra hele landet.

### Fusionen i 2005
Handelsskolerne i Sønderborg og Mommark indledte i 2000 et tæt samarbejde om efteruddannelse og administration. Dette førte til en egentlig fusion af de to skoler med virkning fra 1. januar 2005.
De 2 skoler havde før fusionen meget forskellige uddannelser og markedsområder, der nu supplerer hinanden i Business College Syd. Efter fusionen gennemfører skolen HG, HHX, hovedforløb og efteruddannelser for både unge og lidt ældre fra hele landet.

## Eksterne kilder
- Skolens hjemmeside

54°54′26.24″N 9°48′30.9″Ø / 54.9072889°N 9.808583°Ø